# Carrie Rodriguez
Carrie Rodriguez is een Amerikaanse zangeres, singer-songwriter en fiddle speler.

## Biografie
Carrie Rodriguez is geboren in Texas, en heeft Mexicaanse roots. Haar vader is singer-songwriter David Rodriguez, die sinds 1994 in Nederland woont (overleden oktober 2015).
Rodriguez begon met viool spelen toen ze 5 jaar was en ging naar het Oberlin conservatorium in Ohio toen ze 17 was.
Haar vader nam haar mee op een Europese tour, waar ze een soundcheck hoorde van Lyle Lovett. Op dat moment besloot ze om Oberlin te verlaten om naar het beroemde Berklee College of Music te gaan, alwaar ze in 2000 afstudeerde.
In 2001 vroeg songwriter Chip Taylor haar om hem te vergezellen op een Europese tour, nadat hij haar had zien spelen op het SXSW-festival met de band Hayseed.
Het duo ging op een Europese tour en trad in 2002 op bij het Britse tv-programma Top of the Pops.
In 2002 brachten ze hun eerste album samen uit, genaamd Let's Leave This Town; het kwam uit op Chip Taylors label Train Wreck Records.
In 2003 volgde Trouble with Humans, en in 2005 Red Dog Tracks.
in 2007 verschijnt Live from the Ruhr Triennale, een live opname van een optreden in 2005. In 2010 verschijnt het verzamelalbum The New Bye and Bye.
In 2006 kwam haar debuutalbum Seven Angels on a Bicycle uit op Train Wreck Records, het album wordt door Taylor en Rodriguez geschreven en geproduceerd.
In augustus 2008 verscheen She Ain't me, ditmaal geproduceerd door Malcolm Burn, bekend van zijn werk met Emmylou Harris en Bob Dylan.
In 2009 tekende Carrie een deal bij het toen nog jonge platenlabel Ninth Street Opus en bracht daar in 2010 haar tweede studioalbum uit, genaamd Love and Circumstance. Ook verschijnt het album We stil love our country met de Amerikaanse zanger Ben Kyle op hetzelfde label.
In 2013 verschijnt op dat label Give Me All You Got en in 2014 Live at the Cactus.
In februari 2016 verschijnt haar nieuwe album Lola, ditmaal op haar eigen label Luz Records.
Ze werd daarbij geïnspireerd door haar Mexicaanse oudtante Eva Garza, die in de jaren 40 en 50 muziek opnam voor Decca, en haar Mexicaanse achtergrond.
Ze speelde mee op een paar albums van haar vader, David Rodriguez, ook speelde ze op albums van onder andere John Platania, Tish Hinojosa, Los Lonely Boys & Bill Frisell. 
In 2012 gaf ze haar medewerking aan De Fantastische Expeditie van het Belgische koppel Erik & Sanne.

## Discografie
Solo
| Jaar | Album                               | Label                 |
| ---- | ----------------------------------- | --------------------- |
| 2006 | Seven Angels on a Bicycle           | Train Wreck           |
| 2008 | She Ain't Me                        | Continental Song City |
| 2009 | Carrie Rodriguez Live in Louisville | Luz Music Ltd.        |
| 2010 | Love and Circumstance               | Ninth Street Opus     |
| 2010 | Live & Circumstance                 | Radio Special         |
| 2013 | Give Me All You Got                 | Ninth Street Opus     |
| 2014 | Live at the Cactus                  | Self Release          |
| 2016 | Lola                                | Luz Records           |

Chip Taylor & Carrie Rodriguez
| Jaar | Album                        | Label       |
| ---- | ---------------------------- | ----------- |
| 2002 | Let's Leave This Town        | Train Wreck |
| 2003 | The Trouble With Humans      | Train Wreck |
| 2004 | Angel of the Morning (ep)    | Train Wreck |
| 2005 | Red Dog Tracks               | Train Wreck |
| 2007 | Live from the Ruhr Triennale | Train Wreck |
| 2010 | The New Bye & Bye            | Train Wreck |

Singles
| Artiest                        | Jaar | Titel               | Format         | Label       |
| ------------------------------ | ---- | ------------------- | -------------- | ----------- |
| Chip Taylor & Carrie Rodriguez | 2002 | Sweet Tequila Blues | Cd-Maxi Single | Train Wreck |
| Chip Taylor & Carrie Rodriguez | 2002 | Storybook Children  | Cd-Maxi Single | Train Wreck |

Gast optreden:
| Artiest                  | Jaar | Titel                                  | Format     | Label       |
| ------------------------ | ---- | -------------------------------------- | ---------- | ----------- |
| Chip Taylor & John Prine | 2015 | Sixteen Angels Dancing 'Cross The Moon | 10" (L.E.) | Train wreck |